# حمام رأس القرية (بغداد)
حمّام رأس القرية من حمامات بغداد العامة القديمة العهد بجانب الرصافة من بغداد  في محلة رأس القرية القريب من جسر الأحرار، وهو غير حمام حيدر حيث ان حمام رأس القرية جاءت الأشارة إليه واضحة في الوقفية المؤرخة في ربيع الآخرة سنة 1205ه‍. 